# Crispim Mira
Crispim Mira (Joinville, 13 de setembro de 1880 — Florianópolis, 17 de fevereiro de 1927) foi um jornalista, escritor e advogado brasileiro que atuou na imprensa do Estado de Santa Catarina e do Rio de Janeiro no início do século XX. Interessado em geografia, estudioso sobre assuntos culturais e políticos catarinenses, escreveu vários livros que retratavam os costumes e a organização social da região catarinense da época.
Mediante as denúncias que fazia veicular em suas matérias jornalísticas, nas quais questionava e indicava irregularidades na administração pública, foi assassinado em 1927, em sua sala de trabalho.

## Biografia
Filho de Crispim Antônio de Oliveira Mira, nasceu em Joinville em 13 de setembro de 1880. Mesmo nunca tendo concluído o ensino formal, foi considerado um brilhante escritor, tendo assumido diferentes funções em diversos jornais e escrito uma série de livros. Em 1899, aos 19 anos, Crispim Mira já era um dos redatores da "Gazeta de Joinville", dirigido por Eduardo Schwartz. Algum tempo depois passou a colaborar com artigos publicados no Rio de Janeiro, na época capital do Brasil, indo para o Rio em 1901, para fazer o curso de Direito. Sem completar os estudos, regressou a Joinville, fundou o seu primeiro jornal, o “Jornal do Povo”. Transferiu-se posteriormente para Florianópolis, onde passou a exercer o jornalismo e a advocacia, chegando a ser dono de vários pequenos jornais. Era um jornalista que causava polêmica, denunciando continuamente a má administração pública.
Em 1908, foi convidado a assumir o cargo de redator da “Gazeta Catharinense”, jornal do então senador Hercílio Luz. Um ano depois, fundou a “Folha do Commercio”, onde começou a fazer críticas à administração federal e a denunciar o abandono do porto de Florianópolis, tanto que, em 1912, seus artigos no jornal “Folha do Commercio” influenciaram o já então governador Hercílio Luz na assinatura de um acordo que fixava as fronteiras entre Santa Catarina e Paraná, acabando com a longa disputa de limites entre os dois estados.
Em 1918, foi co-fundador e redator do jornal “Terra Livre”, em Florianópolis, mas a publicação foi destruída por um incêndio. Entre 1919 e 1920 se incorporou ao jornal oficial “República”, que pertencia ao governo Hercílio Luz. Em 1924, voltou para Joinville, onde trabalhou como advogado e colaborou com os jornais “Correio de Joinville” e “A Notícia”. Em 1926 voltou para Florianópolis e fundou “Folha Nova”, seu último jornal.
Tendo grande interesse pela geografia, participou de Congressos em diferentes capitais brasileiras, e escreveu várias obras sobre o assunto, podendo ser considerado um geógrafo, mediante seus estudos populacionais, sociais culturais e territoriais. Mediante sua produção literária, tornou-se sócio correspondente da Academia Mineira de Letras e do Centro Matogrossense de Letras. Foi sócio do Centro Catarinense de Letras.
Crispim também trabalhou como advogado “provisionado”, “espécie de profissional autorizado a exercer a advocacia de forma limitada, mesmo sem cursar alguma Faculdade de Direito”, publicando algumas obras de cunho jurídico.
Combativo e denunciador, foi morto em decorrência das denúncias feitas semanas antes de sua morte, sobre irregularidades em obras federais do porto, em Florianópolis. A edição de “Folha Nova” datada de 15 de fevereiro de 1927 estampava em grandes títulos: “História de uma Repartição Pública Federal onde Alguns Enriquecem e Outros se Locupletam até a Indigestão”. O jornalista escreveu artigos em que questionava a lentidão com que a Ministério da Viação, a “Commissão de Melhoramentos do Porto”, cujo diretor era Tito Lopes e que estava vinculada ao Ministério da Viação, tratava do aumento do porto de Florianópolis – que, por ser limitado, obrigava as embarcações a atracarem na ilha de Ratones, na Baía Norte de Florianópolis.
Quando começaram a ser publicadas tais denúncias sobre a Commissão de Melhoramentos dos Portos em Florianópolis, Tito Lopes chegou a desafiar o
jornalista para um duelo, atitude que foi muito criticada pelos jornais da época, pois o duelo já era prescrito como crime no Código Penal então em vigor. Crispim Mira respondeu que “acceitaria o desafio para um duello a penna”, ou seja, ofereceu o seu próprio jornal para servir de palco “(...) para o unico duello compatível com a civilisação brasileira, - o da discussão pela imprensa, e o do julgamento pelo tribunal recto e inflexivel da opinião publica”.
Crispim morreu assassinado em sua sala de trabalho, onde era diretor e proprietário do jornal “Folha Nova”, de Florianópolis, em 5 de março de 1927. Em 17 de fevereiro de 1927, estava acompanhado do filho Cláudio, de 14 anos, e do redator, Petrarcha Callado, quando entraram em sua sala vários homens armados com chicotes e revólver, e atiraram em sua boca. O grupo de homens que atacou Crispim Mira era composto por Aecio Lopes, Antonio Selva, Sebastião Coelho e João Pio Pereira; um deles, Aecio Lopes, era filho de Tito Lopes, que fora duramente criticado nos editorias de “Folha Nova”.
Após ser hospitalizado por 16 dias no Hospital de Caridade, em Florianópolis, com uma bala alojada entre a primeira e terceira vértebras, faleceu em 5 de março de 1927, às 4 horas e 40 minutos. Crispim era casado com Olindina de Mira e deixou quatro filhos.

## Repercussão
Assim escrevendo, em 18 de novembro de 1926, no primeiro exemplar do seu Jornal “Folha Nova”, em Florianópolis, Crispim Mira definiria o seu profissionalismo, sua filosofia e sua meta de trabalho. Bastante conhecido e respeitado, sua morte teve grande repercussão na imprensa catarinense e brasileira, causando forte comoção popular. Em Florianópolis, que na época possuía uma população de 40 mil habitantes, dez mil pessoas acompanharam o enterro.
O processo criminal sobre o assassinato de Crispim Mira foi um dos mais rumorosos já registrados na Capital do Estado de Santa Catarina, sempre acompanhado pela imprensa. Aécio Lopes e seus acompanhantes foram julgados na comarca de São José, município vizinho, mas que na época do crime não tinha nenhuma ligação com Florianópolis, em 28 de setembro de 1927, e foram absolvidos, assim como o processo foi extraviado.
Enéas Athanázio, em seu livro “Jornalista por ideal - Algumas considerações sobre um catarinense esquecido” (1992), observou que “na coleção da “Folha Nova” correspondente aos anos de 1926 e 1927, existente na Biblioteca Pública do Estado, não se acham os jornais de 25 de janeiro a 2 de maio de 1927, justamente o período em que ocorreram os fatos que culminaram com a morte do jornalista (números LVI a 138). É claro que outros  jornais trataram do assunto, e muito, mas a versão das vítimas desapareceu. Terá sido coincidência ou tentativa de esconder os fatos?”.
Segundo o jornalista Fernando Jorge, em seu livro “Cala a boca, jornalista!”, todos os acusados ficaram impunes e sobre o crime “pesa o mais tumular silêncio”.

## Obras literárias
- 1905 - Crispim fez um ensaio sobre a Colônia Dona Francisca, em Santa Catarina.
- 1909 - “Município de Joinville”.[10]
- 1917 - "Crimes e Aventuras dos Irmãos Brocato", relato verídico, conta a história de Thomaz e Domingos Brocato, dois criminosos sicilianos que passaram por Buenos Aires, Rio de Janeiro, Porto Alegre, Caxias e tiveram um final trágico em Lages, SC.[4]
- 1919 - "Os Alemães no Brasil" demonstra a contribuição dos alemães residentes no Brasil para o desenvolvimento nacional, não representando nenhum perigo para o país. O livro foi escrito durante a Primeira Guerra Mundial.[4]
- 1919 - "Acorda Brasil" apresenta artigos em que expõe as idéias do autor para o desenvolvimento nacional. No livro, defende que "o homem que produz é o único que tem valor, e as sociedades que não desejam iludir-se devem julgar os seus contemporâneos por aquilo que sejam e não pelo que procuram fazer crer que são".[4]
- 1920 - "Terra Catharinense", um estudo sobre Santa Catarina e sua potencialidade. Originalmente uma tese de 300 páginas, apresentada no 6º Congresso Brasileiro de Geografia,[2] em Minas Gerais, trata de temas polêmicos como a questão de limites entre Paraná e Santa Catarina, a colonização italiana e alemã, o ensino das línguas alemã e italiana nas escolas locais. Descreve a então chamada “revolta dos fanáticos”, mais tarde conhecida como Guerra do Contestado, e faz uma comparação com Canudos. Descreve, também, alguns tipos catarinenses, descrevendo a mulher, o homem do litoral e da serra, o pescador e a benzedeira.[4] Foi reeditado em 2008, pela Pzz Editora.[12]
- 1924 - "Situação financeira e política de Santa Catarina",[10] um “libelo contra o governo de Hercílio Luz e seu sucessor”.[5]
- Colaboração nos jornais “O Brasil” e “Correio da Manhã”, do Rio de Janeiro, além dos jornais catarinenses “Gazeta Catharinense”, “Folha do Commercio”, “República”, “A Notícia” e “Folha Nova”.
- Ensaios jurídicos publicados em opúsculos: “Ação de Indenização”, “Ação de Manutenção”, “Hábeas corpus” e “Suspeição”.[5]

## Homenagens e legado
- Na bibliografia de Crispim Mira contam-se 18 obras, entre livros e plaquetas, sendo 14 literárias e 4 jurídicas.[5]
- O escritor Monteiro Lobato o elogiou em dois ensaios seus, no volume "A Onda Verde", de suas "Obras Completas".[10][5]
- Crispim é o Patrono da Cadeira nº 5 da Academia Catarinense de Letras.
- Atualmente, há uma rua em Florianópolis que leva o nome do jornalista.
- Foi produzido um documentário, "Crispim Mira e o Artigo da Morte", por Ernesto São Tiago. Foi exibido em 5 de março de 2009, no Cine Clube Sol da Terra, em Florianópolis.